# شب‌دوست گابن
شب‌دوست گابن(نام علمی: Galago gabonensis) نام یک گونه از سرده شب‌دوست کوچک است.